# Пам'ятник Іванові Франку (Сімферополь)
Пам'ятник Іванові Франку (крим. Ivan Franko eykeli) — пам'ятник у Сімферополі, Автономна Республіка Крим, на перетині бульвару Франка і вулиці Тренєва.

## Історія

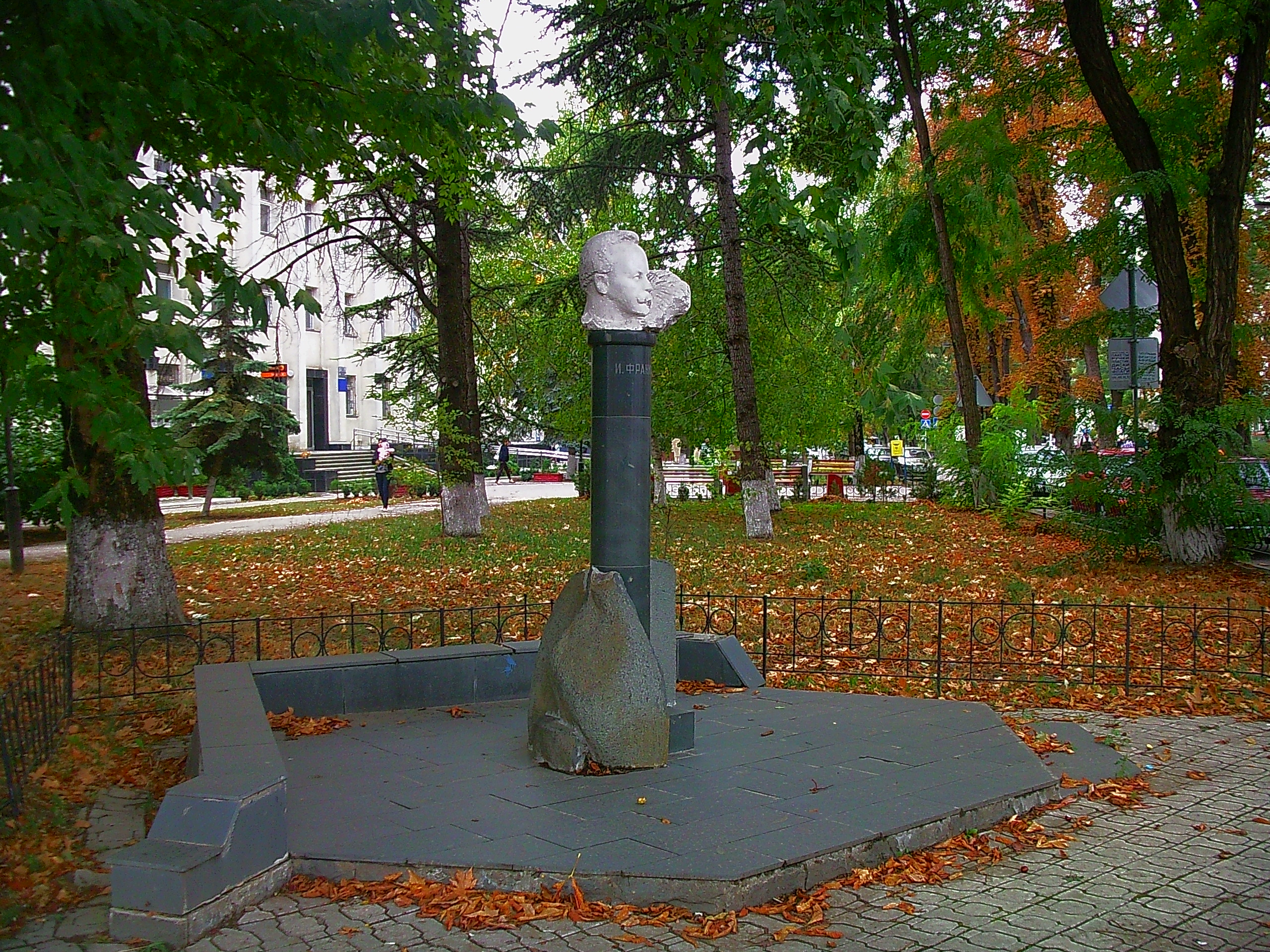
Пам'ятник Іванові Франку, 2012 рік.

Бюст Івана Франка встановлено в грудні 1998 року до 215-ти річчя міста коштом міського голови Єрмака та колективу «Сімкомунсервісу» на чолі з його директором, Гончаренком.